# Amanda Nordelius
Amanda Josefina Elisabeth Nordelius, född 15 december 1992 i Stockholm, är en svensk låtskrivare och musikproducent.
Nordelius är gift med låtskrivaren John Russell.

## Låtar

### Melodifestivalen
- 2025 – Believe Me (tillsammans med Kristofer Greczula och John Russel).[2]

## Diskografi
- 2024 – Everything Must Fall (Kings & Creatures/Position Music). Tillsammans med William Morris och Kings & Creatures.